# Haifa-Maler

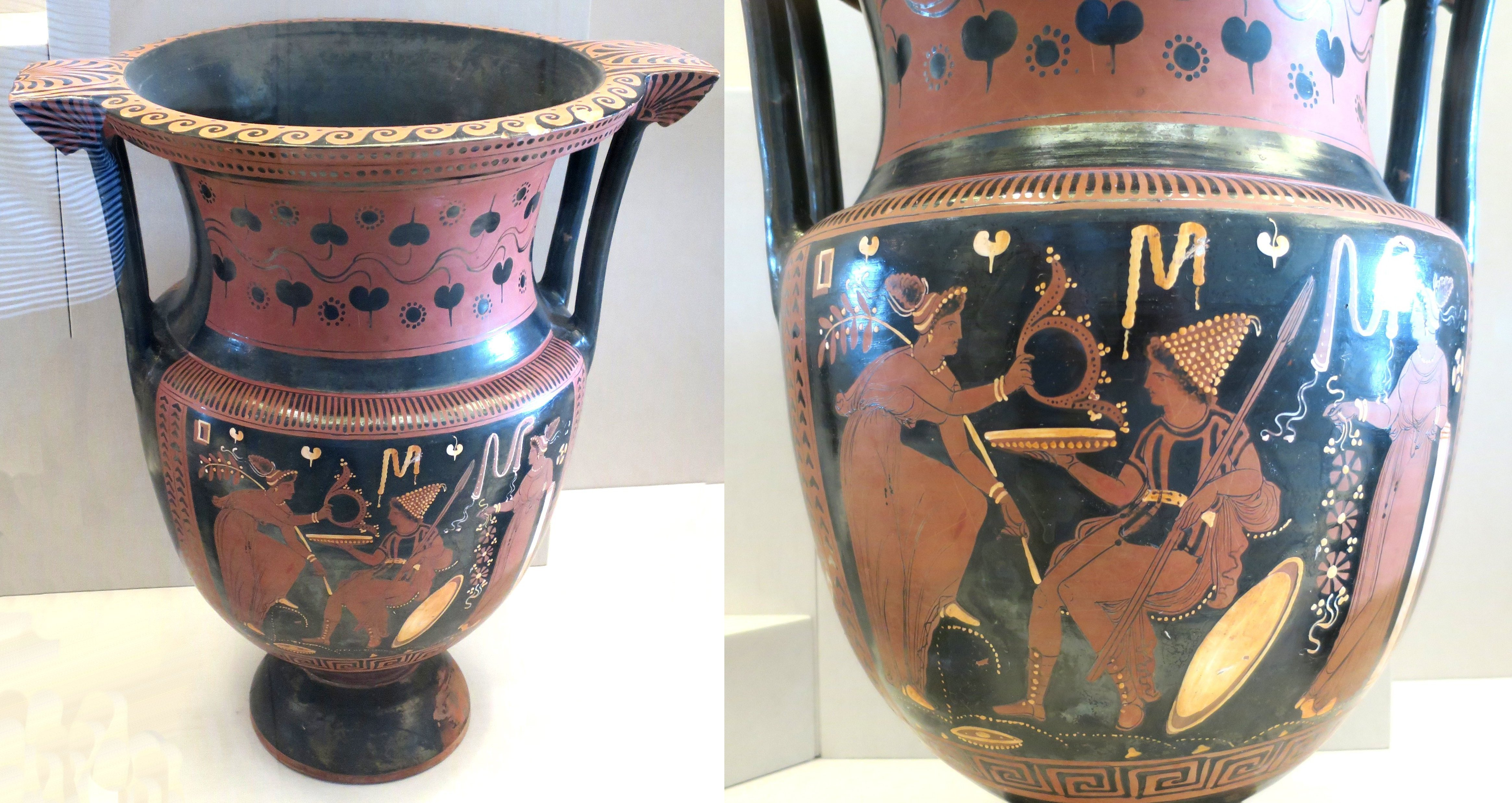
Krater des Haifa-Malers, Privatsammlung

Als Haifa-Maler wird ein apulischer Vasenmaler des dritten Viertels des 4. Jahrhunderts v. Chr. bezeichnet.
Seinen Notnamen erhielt der Haifa-Maler aufgrund mehrerer Funde ihm zugewiesener Vasen. Die Darius-Unterwelt-Werkstatt, in der er arbeitete, gilt als die Manufaktur die die qualitätvollsten Arbeiten rotfiguriger apulischer Vasen der entsprechenden Zeit produziert hatte. Er gehört zu einer Gruppe von Künstlern der Werkstatt, zu der auch der Lucera-Maler und der Truro-Pelike-Maler gehören, deren Vasen auf der Hauptseite meist Jünglinge, Satyre oder Eros in der Gesellschaft einer Frau zeigen. Bei größeren Vasen können auch bis zu drei Manteljünglinge dargestellt werden.